# 忏悔录 (奥古斯丁)

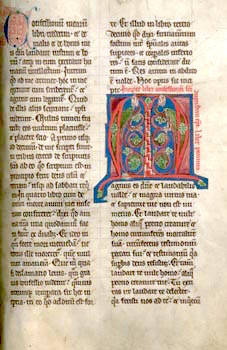
忏悔录 希波的奥古斯丁

《忏悔录》（拉丁语：Confessiones），是公元39–400年希波的奥古斯丁用拉丁语写的自传体回忆，全书分为13卷。其概述了奥古斯丁年轻时犯下的罪过和他改信基督教的過程。
该书共十三卷，以内容言，可分为两部分：卷一至卷九，是记述他出生至三十三岁母亲病逝的一段历史；卷十至卷十三，即写出作者著述此书时的情况（对于忏悔录的成书年代，据学者考证，应在400年左右，在奥氏升任主教之后，即395或396年，至401年之间）。
第一部分：卷一，歌颂天主，记述初生至十五岁的事迹；卷二、三，记述他的青年和在迦太基求学时的生活；卷四、五，记述他赴米兰前的教书生涯；卷六、七，记述他思想转变的过程；卷八则记述他一次思想斗争的起因、经过与结果；卷九是他信奉基督教后至母亲病逝一段事迹。
第二部分：卷十是分析他著书时的思想情况；卷十至十三，则诠释聖經《创世纪》第一章，瞻仰天主六日创世的工程，在歌颂天主中结束全书。

懺悔錄以作者奧古斯丁寫作當下的角度，去描述自己的生平，對曾經犯下的惡業做懺悔。同時，也描寫了自身在不同的階段所信仰的事物與對世界的觀點。
作品可以前六章與後七章來分做兩部份，前半在講述自己在領會天主的慈愛前，學習與宗教上的經歷，後半大多為思想上的論述，解讀聖經、以聖經的角度看萬物的運行，並時與天父對話。細節上書中記述著奧古斯丁在青少年時荒廢學業並沉溺遊戲，並喜愛讀荒誕不經的文字，之後在迦太基求學，透過追尋智慧而歸向天主，開始閱讀聖經，其中西塞羅的著作《荷爾頓西烏斯》更是影響作者深遠，但之後卻陷入摩尼教中。二十九歲時在羅馬罹病，痊癒後領會神的慈愛並決定脫離摩尼教。奧古斯丁開始研究天父的思想以及真理的存在。認為不應有惡的存在，但卻也覺得不應懷疑天父，因而向祂懺悔。奧古斯丁也曾因基督教的教義而打退堂鼓，但透過與他人的比較堅定了自己的意志。母親過世之後他仍維持著信仰並感謝天父的一切，母親臨終也感到滿足並希望他於天台時能想起她。
奧古斯丁在書的後段開始描述他現今的狀況，闡述自身對懺悔的想法，並說明主基督為天主與人之前唯一的仲介者，而幸福生活應以天主為目標。之後以天主的觀點闡述了他對時間的看法，以及在眾多聖經的解釋中人們應如何解讀天主的話。最後他細述了神在自身上的神蹟，他感受到生命思想與本體是不可分割，認為唯有天主的曙光才能驅除罪惡，而靈魂如天主的化身，在愛中得到憐憫。

## 各卷大綱
奧古斯丁的《懺悔錄》（Confessiones）是一部屬靈的自傳，探討了奧古斯丁一生的旅程，從他在北非的童年時期、追求知識和快樂，到他信仰基督教的轉變，以及他晉升成為天主教會的主教。這本書分為十三卷，以祈禱的形式寫給上帝。
第一卷，奧古斯丁通過反思自己的青年時期和對世俗快樂的追求，為整個故事鋪墊了舞台。他討論了自己對上帝的概念的掙扎以及聖莫妮卡（Saint Monica）對他轉變的祈禱的影響。
第二卷，奧古斯丁反思了他的知識之旅，從修辭和哲學的教育到尋求真理和智慧。他描述了他與新柏拉圖主義者的著作的邂逅，這幫助他理解上帝作為一個靈性存在的概念。
第三和第四卷，奧古斯丁反思了他的道德掙扎和尋求道德完美的過程。他描述了自己對性快樂的沉迷，參與摩尼教的異端思想，以及最終拒絕這種信仰體系的經歷。
第五卷，奧古斯丁講述了他聽到一個孩子的聲音說“拿起來讀”，這促使他打開聖經並閱讀羅馬書13:13-14的經文，最終導致他皈依基督教。
第六至第九卷，奧古斯丁探索了他的早期基督教生活，包括他的洗禮、與誘惑的掙扎以及對上帝本質的日益了解。他反思了米蘭主教聖安博羅斯對他靈性發展的影響。
在第十卷中，奧古斯丁反思了他的哲學和神學之旅，包括他拒絕摩尼教的異端和對上帝三位一體的理解。
第十一和第十二卷，奧古斯丁反思了他對時間和記憶的理解，探索了時間和永恆之間的關係以及記憶在塑造人類經驗中的作用。
最後，第十三卷，奧古斯丁反思了邪惡的本質、苦難問題和人類生命的終極目標，即在上帝中找到幸福。
在《懺悔錄》中，奧古斯丁利用他的個人經驗探索了人性、罪惡、恩典和救贖等主題。他還探討了上帝和人靈魂之間的關係，以及神聖愛的本質。

## 文學評論
一、劉再復《罪與文學》：
聖經不會是一部懺悔文學，但它可以是一部救贖文學。聖經中的「救贖」意識，推動了《懺悔錄》的懺悔文學。
二、夏祖恩 〈《懺悔錄》奠定了奧古斯丁的神學史觀〉，《福建師大福清分校學報》第1 期：
懺悔錄建立了奧古斯丁的神學史觀或說是神學思想的礎石，也打下了他對於「進步歷史觀」的一套基礎認同。
三、耿幼壯〈奥古斯丁的 “自畫像” ──作為文學自傳的 《懺悔錄 》〉 ： （页面存档备份，存于）
文學批評上，對於《懺悔錄 》是否能稱得上自傳上有過爭議。原因之一是在於其內容上沒有太多生活細節，其二是形式上，從第十卷作者展開了一系列的哲學思考，缺乏對身邊人事物的具體描述。如同奧莫拉所認為，「《懺悔錄》的中心問題是皈依，而皈依本身就分為兩個部分或兩個時刻。」換言之，作者在懺悔之後有了截然不同的心境，因而展開不同形式的論述，而這樣的論述會脫離原本的日常生活描述也無不可。
四、劉建軍〈奧古斯丁《懺悔錄》的文化意蘊分析 〉：
《懺悔錄》乍看像是奧古斯丁一人的喃喃自語，但其重要性其實在於他關注歷史文化發展之下所給出的的一個答案。值得注意的是，沒有「新的文化價值尺度」哪來懺悔？也就是說，唯有當一套全新的社會文化來臨，人們才會開始反思過去的所作所為有何不當，而產生懺悔。

## 書名
《懺悔錄》中的懺悔，不單指奧古斯丁對過去所犯種種罪惡的告白，同時也包含在這些罪惡之後，還能有機會得到偉大上帝的啟示，因此奧古斯丁表達對神給予機會懺悔的感謝。
奧古斯丁在《懺悔錄》中紀錄了心靈感悟與成長的歷程。首先藉由回顧三十三歲以前的生活，反省過去的過錯與迷誤，懺悔過去懵懂無知的自己，祈求神的憐憫原諒，並描述在經歷誤入摩尼教的歧途、肺病、及母親過世等坎坷後，體悟到神給予他啟示的恩惠，以及發現神給予他機會懺悔的慈愛。文章後三卷，奧古斯丁解釋懺悔的定義、說明懺悔所能帶來的好處，《懺悔錄》最後在奧古斯丁對神的祈禱中畫下句點。
奧古斯丁《懺悔錄》的內容與懺悔的主題相扣，奧古斯丁的悔悟不只體現在生活方式的改變，更藉由信仰上帝，追尋真理，認識自我的靈魂，重建對世界與人生的想法，實際做到懺悔後回歸正途。

## 版本
懺悔錄是在公元394-400奧古斯丁用拉丁語寫成，由於當時歐洲的印刷術尚未發明，所以教会中皆使用手抄將懺悔錄傳出去，在歐洲天主教本篤會隱修院中所藏舊抄本最為繁多。
在印刷術發明後，共有五個較著名的版本。第一本收錄懺悔錄的書是1506年出版的《奧氏全集》，其他的版本分別為：在1576-1577年比利時出版的《羅文大學本》；1679年法國巴黎出版的本篤會本，此版本後來收入米涅的《拉丁教父集》；以及1896年奧地利維也納出版的《教會拉丁作家從書》。
目前成為主流的版本為在1926年出版的《法蘭西大學叢書》。此版本由法國拉布利奧勒（Labriolle）教授根據《教會拉丁作家從書》及參考十八種第七至十一世紀的古抄本和四種印本校訂而成。

## 對基督教的影響與意義[8]
《懺悔錄》（Confessions）在拉丁文中本為「承認、認罪」的意思，但在教會文學當中也有承認神的偉大的歌頌意義，即奧古斯丁在本書當中，敘述一生所蒙恩典，發出對天主的歌頌。而他也成為一種新文體的開山之作，在後來的歐洲，「懺悔錄」已經成了自傳的另一名稱。
奧古斯丁以卑微的態度寫就此書，成為信徒們的榜樣，也穩固主教的地位，因為當時他被祝聖為主教的過程不合正統，引發了一些爭議和對手。本書奠定了他在教會史上的重要地位，使奧古斯丁和他的《懺悔錄》名垂青史。
而奧古斯丁的思想對於基督教義有深遠的影響，《懺悔錄》中提到的論記憶、對罪的觀念以及對時間的觀念，都影響到基督教思想，在他其餘著作中的三一論、救恩論、聖禮觀更是後來的羅馬教會重要的思想泉源。就連宗教改革時期的加爾文、馬丁路德都深受他影響，使現代教會的教義中繼續承襲了奧古斯丁的思想。
而他以新柏拉圖主義論證基督教教義，使哲學和神學調和一體，確立基督教哲學，也成為後來中世紀經院哲學的重要依據。

## 文學成就
在奧古斯丁的懺悔錄中的文學成就是一種赤裸裸的自我剖析在懺悔錄中不斷的自我探索。
從與上帝得到榮耀的彰顯,以及在這個舉世都長時間的渾沌狀態時，懺悔錄仍能做為在指引對於生活感到迷惘或是無從在生活中找到依靠的，所能夠在懺悔錄中再次發現如何透過天主的指引而得到引領的方向。
在奧古斯丁的懺悔錄中，呈現出的自白以及自我剖析，開啟文學中的告白手法，而之後的托爾斯泰盧梭都受其影響，在本書中清楚呈現人們真實生活樣貌，可以讓人深思，見賢思齊。